# Makkegem
De Makkegem is een straatnaam en heuvel in de Vlaamse Ardennen gelegen in Zwalm.

## Wielrennen
De helling wordt genomen in routes voor wielertoeristen waaronder de Omloop van Vlaanderen.